# Сирийска култура
Сирийската култура е богата и многопластова, оформена от дългата история на региона. Тя съчетава древни традиции, литература, музика, архитектура и кулинария, които са повлияли на арабския свят:
- Изкуство и танци: сирийците ценят традиционните изкуства, като танците ал-Сама, Дабке и танца с мечове, които често се изпълняват на празнични събития.
- Литература: сирийските писатели имат ключова роля в арабското литературно възраждане. Сред известните автори са Низар Кабани, Адунис и Хана Мина, които изследват теми като любов, политика и социални промени.
- Музика: Дамаск е център на арабската музика, а Халеб е известен със своя мувашшах – форма на андалуска поезия. Известни сирийски музиканти включват Асмахан, Фарид ал-Атраш и Сабах Фахри.
- Архитектура: традиционните сирийски домове имат вътрешни дворове с фонтани и цитрусови дървета. Забележителни примери са дворецът Ал-Азм и Мактаб Анбар в Дамаск.
- Кухня: сирийската кухня включва ястия като къббе, хумус, табуле и шавърма. Напитките варират от арабско кафе до айран и местна бира.

## Предистория
Писарите на град Угарит (днешен Рас Шамра) създават клинописната азбука през XIV век пр.н.е. Азбуката е написана в познатия ни ред, подобно на английския език, но с различни знаци.
Археолозите откриват обширни писмени останки и доказателства за култура, съперничеща на тази на Ирак и Египет, във и около древния град Ебла (днешен Тел Мардих). По-късно сирийски учени и художници допринасят за елинистичната и римската мисъл и култура. Цицерон е ученик на Антиох от Аскалон в Атина, а писанията на Посидоний от Апамея повлияват на Тит Ливий и Плутарх.

### Поезия
Сирия винаги е била един от центровете на иновации в арабската поезия и има горда традиция на устна и писмена поезия. Тя допринася за арабската поезия най-вече в класическите и традиционните арабски жанрове, с влияние от френските романтични влияния, донесени в страната по време на френско управление.
Сред най-видните сирийски поети е Бадави ал-Джабал, чийто поетичен стил е класическа арабска проза, основана на традицията от епохата на Абасидите. Творчеството му е повлияно до известна степен от преживяванията му в изгнание, бедност и политически активизъм и той е смятан за един от най-великите поети на старата школа.
Друг виден сирийски поет е роденият в Дамаск Низар Кабани, чийто поетичен стил е известен със своята простота, но и елегантност в изследването на теми за любов, еротика, сексуалност и религия. Той е смятан за един от най-почитаните съвременни поети в арабския свят. Той е известен като един от най-феминистките и прогресивни интелектуалци на своето време, вдъхновен от социалните условия на традиционното сирийско и арабско общество, най-вече от самоубийството на сестра си, за да избяга от уреден брак без любов. Например когато го питат дали е революционер, Кабани отговаря: „Любовта в арабския свят е като затворник и аз искам да я освободя. Искам да освободя арабската душа, чувство и тяло с моята поезия. Връзките между мъжете и жените в нашето общество не са здравословни.“ След Шестдневната война стихотворенията му приемат по-политически зареден обрат, което води до остри критики срещу поета. Едно от най-известните му стихотворения е „Балкис“ – в него той оплаква смъртта на родената си в Ирак съпруга, убита при бомбардировката на иракското посолство в Бейрут през 1981 г. по време на Ливанската гражданска война. Кабани обвинява целия арабски свят за смъртта ѝ, което предизвика много спорове срещу поетесата.

## Музика
Столицата на Сирия, Дамаск, отдавна е един от центровете на арабския свят за културни и художествени иновации, особено в областта на класическата арабска музика. През 1947 г. е създаден Източният музикален институт, а през 1961 г. – музикално училище, което се развива, докато през 1990 г. не е възможно да се създаде Висш музикален институт в Дамаск. Сирия дава и няколко панарабски звезди, като Асмахан, Фарид ал-Атраш и певицата Лена Чамамян. Халеб е известен със своя мувашшах – форма на андалуска пята поезия, популяризирана от Сабри Мудалал, както и от популярни звезди като Сабах Фахри.
Сирийската народна музика е базирана предимно на уд, ней и скутни барабани, с малко или никакъв вокален съпровод. В номадските райони е популярна бедуинската музика, базирана на мизмар и рабаб.
Съвременната сирийска музика е в забележителен контраст с народната музика. Използва оркестър, съставен предимно от европейски инструменти, с един водещ вокалист и беквокалист. Този вид музика е широко разпространен, особено сред младите, и включва изпълнители като Асала Насри, Фарид ал-Атраш, Фахд Балан, Сабах Фахри, Маяда Ел Ханауи, Рушван ал-Деек и Жорж Уасуф.
Сирия е един от най-ранните центрове на християнска химнодия, в репертоар, известен като сирийско песнопение, което продължава да бъде литургичната музика на някои от различните сирийски християни. Също така е съществувала и отличителна традиция на сирийска еврейска религиозна музика, която все още процъфтява в сирийско-еврейската общност в Ню Йорк.
Един от най-популярните танци в Сирия е дабке – народен танц, съчетаващ кръгови танци и линеен танц, формиран отдясно наляво и воден от водач, който се редува да се изправя срещу публиката и другите танцьори. Изпълнява се най-вече на сватби и други радостни поводи. Други популярни фолклорни танци включват арада – танц, изпълняван с мечове, както и ориенталски танци за жени.

## Архитектура
Традиционните къщи от старите градове в Дамаск, Халеб и някои други сирийски градове са запазени, а традиционно жилищните помещения са разположени около един или повече дворове, обикновено с фонтан в средата, захранван от изворна вода, и украсени с цитрусови дървета, лози и цветя.
Един от най-забележителните примери за традиционни дамаскински домове е дворецът Ал-Азм от XVIII век, резиденция на Асад паша ал-Азм, османския управител на Дамаск, който продължава да приютява потомците на семейство ал-Азм в продължение на десетилетия. Структурата се състои от няколко сгради и три крила: харем, селамлек и кхадемлек. Харемът е семейното крило, което съдържа частната резиденция на семейството и включва баните, които са реплика на обществените бани в града в по-малък мащаб. Селамлек е гостното крило и се състои от официални зали, приемни и големи дворове с традиционен каскаден фонтан, докато в северната част на двореца се намират помещенията за прислугата и центърът на домакинските дейности. Забележителен пример за традиционни дамаскински къщи е и Мактаб Анбар близо до Омаядската джамия и на кратко разстояние от Правата улица. Построена е като частна резиденция от местния знатен евреин г-н Анбар в средата на XIX век, преди да бъде конфискувана от османското правителство след фалита на Анбар.
Извън по-големите градски райони като Дамаск, Халеб или Хомс, жилищните райони често са групирани в по-малки села. Самите сгради често са доста стари (може би на няколкостотин години), предавани на членове на семейството в продължение на няколко поколения. Жилищното строителство от груб бетон и зидария обикновено е небоядисано и затова палитрата на сирийското село е в прости тонове на сивото и кафявото.

## Медии
Телевизията в Сирия е създадена през 1960 г., когато Сирия и Египет (приел телевизията през същата година) са част от Обединената арабска република. Излъчва се в черно-бяло до 1976 г. През юни 2012 г. Лиигата на арабските държави официално поисква от сателитните оператори Арабсат и Нилсат да спрат излъчването на сирийски медии.
До края на 70-те години на XX век в сирийската киноиндустрия има присъствие на частния сектор, но оттогава частните инвестиции предпочитат по-доходоносния бизнес с телевизионни сериали. Сирийските сапунени опери, в най-различни стилове (всички мелодраматични), имат значително пазарно проникване в целия източен арабски свят.

## Кухня
Сирийската кухня е богата и разнообразна по отношение на съставките си и е свързана с регионите на Сирия, откъдето произхожда определено ястие. Сирийската храна се състои предимно от южносредиземноморски, гръцки и югозападноазиатски ястия. Някои сирийски ястия също еволюират от турската и френската кухня: ястия като шиш кебап, пълнени тиквички, ябра (пълнени лозови сарми)
Основните ястия, които формират сирийската кухня, са къббе, хумус, табуле, фатуш, лабне, шавърма, муджадара, шанклиш, пастърма, суджук и баклава. Сирийците често сервират селекция от предястия, известни като мезе, преди основното ястие. Заатар, говежда кайма и манакиш със сирене са популярни ордьоври. Арабският плосък хляб хубз се консумира винаги с мезе.
Сирийците са добре известни и със сиренето си. Много популярното сирене джибех машалале е направено от извара и се издърпва и усуква заедно. Сирийците също така правят тестени изделия, които обикновено придружават сиренето, наречено ка'ак. Те се правят от брашно и други съставки, разточват се, оформят се на пръстени и се пекат. Друга форма на подобни изделия е пълна със счукани фурми, смесени с масло, които се ядат с горепосоченото сирене.
Напитките в Сирия варират в зависимост от времето на деня и повода. Арабското кафе, известно още като турско кафе, е най-известната топла напитка, която обикновено се приготвя сутрин за закуска или вечер. Обикновено се сервира за гости или след хранене. Арак – алкохолна напитка, също е добре позната и се сервира предимно по специални поводи. Други примери за сирийски напитки включват айран, джалаб, бяло кафе и местно произведена бира, наречена Ал Шарк.

## Спорт
Най-популярните спортове в Сирия са футбол, баскетбол, плуване и тенис. Дамаск е домакин на петите и седмите Панарабски игри, а Латакия, главното пристанище на Сирия, е домакин на десетите Средиземноморски игри.
Въпреки че стадион „Абасиин“ в Дамаск е домакин на сирийския национален футболен отбор, много други местни отбори са базирани в други градове и стадиони. Националният отбор на Сирия се радва на известен успех, като се класира за четири състезания от Азиатската купа на АФК. Първият международен мач на отбора е на 20 ноември 1949 г., когато губи от Турция със 7:0. Най-голямата победа на сирийския национален отбор по футбол е срещу Малдивите, като ги побеждава с 12:0 на 4 юни 1997 г. Отборът е класиран на 75-то място в света от ФИФА към 2018 г.
Въпреки че Сирия никога не се е класирала за финалите на Световното първенство, националният ѝ футболен отбор достига четвъртия кръг през 2018 г., след като завършва наравно с Иран. Той завършва наравно с австралийския отбор на 5 октомври, преди да загуби с 2:1 на 10 октомври и да бъде дисквалифициран.
Най-високата дивизия по футбол в Сирия е Сирийската висша лига, която започва да се играе през 1966 г. Шампионът на лигата е Ал-Джейш СК, базиран в Дамаск.

## Панаири и фестивали
- Пролетен фестиивал на Хама (Хама, април)
- Фестивал на цветята (Латакия, април)
- Фестивал на сирийската нова година (Камишли, април)
- Фестивал Новруз – кюрдска нова година (Камишли, 21 март)
- Фестивал на жасмина (Дамаск, април)
- Традициионен фестивал (Палмира, май)
- Международен панаир на цветята (Дамаск, май)
- Фестивал на сирийската песен (Халеб, юли)
- Културен фестивал на Джебла (Джебла, юли)
- Фестивал на Мармарита (Хомс, август)
- Радост в Бога, фестивал Муршди (25 авуст)
- Фестивал на Крак дьо Шевалие и на Долината на изкуствата и културата (Хомс, август)
- Виен фестивал (Ал Сувайда, септември)
- Фестивал на памука (Халеб, септември)
- Международен панаир в Дамаск (Дамаск, септември)
- Фестивал на любовта и мира (Латакия, 2 – 12 август)
- Фестивал на Босра (Босра, септември)
- Театрален и филмов естивал (Дамаск, ноември)